# Zamyślin
Zamyślin – przysiółek w Polsce położony w województwie wielkopolskim, w powiecie międzychodzkim, w gminie Międzychód.
W latach 1975–1998 miejscowość położona była w województwie gorzowskim.
Przysiółek jest dawną wsią olęderską założoną prawdopodobnie w drugiej połowie XVII wieku (jeszcze wcześniej był tu tylko młyn). Nazwa osady wzięła się od młyna Grabenmühle, która z czasem ewoluowała: poprzez Gravelmühle, Grävelmühle, Krebelmühle i ostatecznie przybrała postać Krebbemühl. Na polskiej mapie z 1936 występuje pod nazwą  Krebbel Mühle (Młyńskie Holendry). W 1947 przyjęto nazwę obecną. Po II wojnie światowej funkcjonował tutaj ośrodek wypoczynkowy spółdzielczości mleczarskiej, potem przejęty przez Dom Pomocy Społecznej z Piłki (modernizacja). Przy wjeździe do osady od strony Międzychodu rosną w rzędzie trzy dęby o obwodach: 270, 340 i 370 cm.